# Fairy Tail
Fairy Tail (яп. フェアリー・テイル, Fearī Teiru) — японська серія манґи, яку написав та проілюстрував Хіро Масіма. Вона виходила частинами у журналі «Weekly Shonen Magazine» з 26 серпня 2006 року і була видана Кодасою в 33 томах станом на липень 2012 року. Аніме-серіал випустили студії A-1 Pictures, Satelight у Японії 12 жовтня 2009 року. Серії розповідають про пригоди Люсі Хартфілії, юної чарівниці, яка приєднується до найвідомішої гільдії чарівників і об'єднується з іншим членом гільдії - Нацу Драґнілом, який шукає дракона Іґніла. Аніме-фільм під назвою «Хвіст Феї: Жриця Фенікса» («Fairy Tail the Movie: The Phoenix Priestess») екранізували 18 серпня 2012 року.
Ці серії отримали ліцензію на англомовну версію і були реалізовані в Північній Америці Del Rey Manga, який почав випускати окремі серії томів з 25 березня 2008 року і закінчений у вересні 2010. Продовжити північноамериканський випуск погодився Kodansha USA Publishing. В Південно-Східній Азії англомовні серії аніме випускав Animax Asia протягом двох сезонів, з 2010 по 2012 рік. Аніме було ліцензоване Funimation Entertainment для реалізації серій в Північній Америці англійською мовою.

## Сюжет
Люсі Хартфілія — 17-річна чарівниця, яка тікає з дому, щоб приєднатися до Хвоста Феї — гільдії веселих магів, члени якої відомі своїми надмірними руйнівними витівками. По дорозі вона зустрічає Нацу Драгніла — хлопця, який подорожує разом із своїм партнером Хеппі, літаючим котом (іксідом), у пошуках свого прийомного батька — дракона на ім'я Іґніл, який зник сім років тому. Люсі була викрадена магом-ошуканцем, який видавав себе за знаменитого Саламандра із «Хвоста Феї». Нацу рятує Люсі, показуючи хто є справжнім Саламандром і Драгон Слейером. Після перемоги над магом-ошуканцем, він пропонує Люсі приєднатися до «Хвоста Феї».
Люсі формує команду з Нацу і Хеппі, а також Греєм Фулбастером, магом льоду зі звичкою роздягатися, та Ерзою Скарлет, жінкою-магом у чарівному обладунку. Їм доручають різноманітні місії, які просять зробити люди за винагороду (наприклад, полювання на монстрів і боротьба з незаконними гільдіями, які отримали назву темні гільдії). Незабаром гільдія-суперник «Фантом Лорд» нападає на «Хвіст Феї»: виникає війна гільдій. «Хвіст Феї» перемагає гільдію-суперника. Пізніше члени «Фантом Лорд»: Ґаджил Редфокс, залізний Драгон Слейер (учень дракона Металікана) та Джувія Локсер, маг води, приєднуються до «Хвоста Феї». Також гільдія перетинається з Джераром Фернандесом, другом дитинства Ерзи. В той час ним маніпулює Ультер Мілкович, щоб воскресити стародавнього мага Зерефа, використовуючи Небесну вежу. Нацу перемагає Джерара и руйнує Вежу. Пізніше, Лаксас Дреяр, внук власника гільдії Макарова Дреяра, зрадив товаришів та організував генеральний бій у «Хвості Феї». Внаслідок чого Лаксаса виганяють з гільдії.
Укладаючи союз з чарівними гільдіями «Синій Пегас», «Луска Сирени» і «Притулок Кота», «Хвіст Феї» бориться і перемагає темну гільдію «Орасіо Сейс» за допомогою відродженого Джерара, якого потім арештулали за його попередні злочини. Венді Марвелл, Дракон Слейер, вихована Ґрандіною і єдиний член «Притулка Кейт», приєднується до «Хвоста Феї» разом зі своєю кішкою Шарлі.
Люсі, Нацу та інші потрапляють в альтернативний всесвіт Едорас, коли їх гільдія зникає через Аніму, створену у світі Едорас для викачування із земного світу магії. Всі люди та чарівники гільдій є точною протилежністю їхній земній версії. Едо-Нацу не страждає від хитавиці та є запеклим гонщиком, Едо-Люсі виявляється брутальною чарівницею, що закохана в -Едо-Нацу та всіляко вказує йому на ці почуття, хоч і дещо грубувато. Едо-Грей ніколи не ходить без "тони одягу" на своєму тілі, сором'язливий та закоханий в Едо-Джувію, яка на відміну від своєї земної версії, до Грея ставиться стримано і навіть трохи зверхньо. В цьому всесвіті Команда Нацу також зустрічає їхню товаришку Лісану, яку всі досі вважали мертвою. Команда стикається з Фаустом, королем Едораса, який має намір подарувати безмежну магію своєму світу. Хеппі та Шарлі також дізнаються що це їх Батьківщина, а на Землю вони були послані Іксідами ще немовлятами на замовленнях їх королеви Шаґоти. Разом з Іксідами і сином Фауста Містоґаном, «Хвіст Феї» перемагає короля і повертає гільдію назад на Землю. Команда повертається разом з Іксідами, один з яких, Лілейний, формує товариство з Ґажилом.
Пізніше, кілька членів «Хвоста Феї», включаючи Нацу, Люсі, і їхні союзники, беруть участь в іспиті на священній землі їх гільдії — острові Тенроу, в якому чарівники можуть отримати S-клас та брати участь у небезпечніших місіях. Під час іспиту темна гільдія «Серце Ґрімуара» з'являється і шукає Зерефа, який жив на острові. За допомогою Лаксаса, «Хвіст Феї» перемагає «Серце Ґрімуара». Після цього потривожений Зереф вбиває лідера гільдії Гадес. Однак, інцидент викликає чорного дракона Акнологію, який нападає на острів. Дух засновника та першого майстра «Хвоста Феї», Мавіса Верміліона, захищає всіх на острові від нападу Акнології найсильнішим закляттям «Хвоста Феї» — «Сфери Феї».
Після семи років закляття зникає і члени повертаються. Вони виявляють, що «Хвіст Феї» став найслабшою гільдією в Фіорі. Тому команда бере участь у щорічному турнірі, щоб знов стати найсильнішою гільдію,- «Великих Чарівних Іграх». Також участь в турнірі беруть «Шаблезубі», найсильніша гільдія на той час, до якої входять Драгон Слейери — Стінґ Юкліфф і Роуґ Чені, та «Хвіст Ворона» — гільдія на чолі зі скривдженим сином Макарова Іваном. Одна з найсильніших чарівниць гільдії Шаблезубого Тигра, чарівниця Мінерва, не нехтує нічим заради перемоги і ледь не до смерті забиває Люсі під час поєдинку у водяній бульбашці. Нацу та всі інші, хочуть врятувати Люсі, але за Мінерву заступаються інші "Шаблезубі". Люсі у важко стані доправляють до лікарні. Нацу, тим часом, заприсягається помститися у поєдинку за Люсі та разом зі своїм партнером та товаришем Гаджилом, виходить на бій супроти Стінга та Роуга. Хід сутички змінюється раптово і час від часу обертається то на користь команди нацу, то проти них. Під час одного з наймогутніших ударів парочки Шаблезубих Нацу та Гаджил падають і всім здається, що вони переможені. Однак, вони готові продовжити битися з новими силами. На рівному місці Нацу та Гаджил затівають суперечку, в результаті якої Гаджила відправляють кататися підземеллям у візку, а Нацу залишається один супроти двох сильних вбивць Драконів. Неочікувано. йому вдається здолати обох, хоча вони атакують його з усієї сили, а насамкінець вони використовують парну здібність. що отримала назву "Ікло Святого Дракона Темряви". Нацу відбиває атаку, використовуючи свій Рев Дракона. Як Стінг, так і Роуг, більше не в змозі чинити Саламандру опір, відтак вони падають додолу. Нацу тріумфально повертається до інших членів гільдії та заплаканої від щастя Люсі, які від усього серця вітають його з перемогою.   Тим часом Аркадіос, королівський армійський капітан, планує відкрити чарівні ворота для Зерефа, викравши 12 зодіакальних ключів.

## Історія створення
Після закінчення його попередньої сентиментальної і сумної роботи Rave Master, Хіро Масіма захотів зробити «Хвіст Феї» з веселим сюжетом. На початку серії Масіма надихався магами і чарівниками. Називаючи Нацу, Масіма думав, що західні імена фантазії будуть незнайомі Японській аудиторії. Створення кожного розділу займає п'ять днів: в понеділок — сценарій. У вівторок, Масіма пише грубі ескізи. З середи до п'ятниці, він закінчує малюнки і яскраві глави. Масіма зазвичай починає нову главу після завершення попередньої.
| Назва                              | Манга (глави)            | Аніме (серії) |
| «Хвіст Феї»                        | 1-4                      | 1-2           |
| «Світанок»                         | 5-10                     | 3-4           |
| «Айзенвальд»                       | 10-21                    | 5-9           |
| «Острів Галуна»                    | 22-46                    | 10-20         |
| «Фантом Лорд»                      | 47-68                    | 21-29         |
| «Локі»                             | 69-71                    | 30-32         |
| «Райська вежа»                     | 75-101                   | 33-41         |
| «Фестиваль врожаю»                 | 102-128                  | 42-48         |
| «Після фестивалю»                  | 129-130                  | 49-51         |
| «Орасіо Сейс»                      | 135-165                  | 52-68         |
| «Дафна» (філер)                    |                          | 69-75         |
| «Едорас»                           | 166-199                  | 76-95         |
| «Серце Грімуара»                   | 200-249                  | 96-120        |
| «Акнологія»                        | 250-253                  | 121-122       |
| «7 років потому»                   | 254-257                  | 123-124       |
| «Семирічна прогалина» (філер)      |                          | 125-127       |
| «Ключ до зоряного неба» (філер)    |                          | 128-138       |
| «Повернення Орасіо Сейс» (філер)   |                          | 139-150       |
| «Великі магічні ігри»              | 258-340                  | 151-199       |
| «Затемнення зоряних духів» (філер) |                          | 204-226       |
| «Поселення Сонця»                  | 341-355                  | 227-233       |
| «Тартарос»                         | 356-415                  | 234-265       |
| «Фейрі тейл: Початок»              | Фейрі тейл: Початок 1-13 | 266-275       |
| «Аватар»                           |                          | 276-284       |
| «Імперія Арболес»                  |                          | 285-328       |
| «Сторічний квест»                  |                          | 329-353       |

## Манґа
Її написав, проілюстрував і продав Хіро Масіма, «Хвіст Феї» вийшла частинами в Weekly Shōnen Magazine 23 серпня 2006 року. Окремі глави були зібрані і опубліковані в танкобон томах Кодасі 15 грудня 2006 року. Станом на червень 2012 року, має 289 глав і 33 танкобон томів. У спеціальному Weekly Shōnen Magazine показав кросовер з Flunk Punk Rumble, випущений в 2008 році. Офіційний fanbook, Fairy Tail+, вийшов 17 травня 2010 року в Японії.
Ця серія була ліцензована для релізу англійською мовою в Північній Америці Del Rey Manga. Компанія випустила перший том серії 25 березня 2008 року і вихід тривав до вересня 2010 року. З травня 2011 року, Kodansha Comics США придбала ліцензію серії. Станом на травень 2012 випущено 20 томів англійською мовою.
В Україні у 2025 році ліцензію на випуск манґи отримало видавництво Artbooks.

## Аніме
A-1 Pictures і Satelight почали виробництво аніме за адаптацією манги. Аніме вийшло під назвою «Хвіст Феї», режисера Сіндзі Ісіхіра, на ТБ Токіо 12 жовтня 2009 року. Станом на 4 липня 2012 р., вийшло 30 DVD томів, що містять по чотири епізоди в кожному, ще два плануються випустити 1 серпня і 5 вересня 2012 року відповідно. В Південно-Східной Азії мережа Animax Asia показала серії локально, спочатку англійською мовою, а потім на японській мові. 18 січня 2011 року, британська аніме дистриб'ютор Manga Entertainment оголосила по Twitter, що компанія буде випускати аніме-серіал у двомовному форматі в кінці року. 21 квітня 2011 року, вони підтвердили, що перший том з 12 епізодами буде випущений в лютому 2012 року; однак, пізніше вони оголосили, що перший том буде випущено 5 березня 2012 року. 2011 року північноамериканські аніме дистриб'ютор Funimation Entertainment оголосили, що вони придбали перший сезон поточної серії. Північній американський дебют по телебаченню відбувся 22 листопада 2011 на каналі Funimation Channel. Під час прямої трансляції «Hiro Mashima Fan Meeting» у вересні 2021 року було анонсовано адаптацію аніме-серіалу "Fairy Tail: 100 Years Quest". Продюсуванням аніме-серіалу займається J.C.Staff, а режисером виступає Тосінорі Ватанабе. Шіндзі Ісіхіра є головним режисером, Ацухіро Томіока стежить за сценарієм, Юріка Сако розробляє персонажів, а Ясухару Таканасі пише музику. Прем'єра відбулася 7 липня 2024 року на TV Tokyo та його філіях. Початковою піснею є «Story» у виконанні Da-ice, а завершальною піснею є «Tomo yo, Koko de Sayonara da» (友よ ここでサヨナラだ, літ. «Мій друже, тут ми прощаємось»). Боку га Мітекатта Аозора. Crunchyroll транслював серіал за межами Азії. Muse Communication ліцензувала серіал у Південно-Східній Азії.

## OVA
Три оригінальні анімації відео (OVAs) «Хвоста Феї» підготували та випустили на DVD від A-1 Pictures та по супутниковому телебаченню. Перше OVA, Yōkoso Fairy Hills!! (яп. ようこそフェアリーヒルズ!!, літ. "Ласкаво просимо в Fairy Hills!!"), є адаптацією манги, омейк одного і того ж імені, і вийшов разом з 26-м томом манги танкобон 15 квітня 2011. Другий, Yōsei Gakuen Yankee-kun to Yankee-chan (яп. 妖精学園 ヤンキー君とヤンキーちゃん, літ. "Академія Феї: Янкі-кун і Янки-чан"), також адаптація манги, і вийшов разом з 27-м томом манґи 17 червня 2011 року. Третя, під назвою Memory Days (яп. メモリーデイズ, Memorī Deizu), вийшов разом з 31-м томом манґи 17 лютого 2012, і має оригінальну історію, написану творцем серії Хіро Масімою.

## Фільм
12 жовтня 2011 року Кодаса оголосив, що адаптація аніме-фільм під назвою Хвіст Феї: Жриця Фенікса (剧场版 Fairy Tail 鳳凰 の 巫女 (яп. Gekijōban Fearī Teiru: Hōō no Miko), буде випущений 18 серпня 2012 року. Режисер фільму Масая Фухіморі, сценарій був написаний для аніме Масаші Соґо. Творець серії Хіро Масіма був також залучений в історію фільму як планувальник і дизайнер для персонажів, що з'являються у фільмі. Funimation отримала ліцензію для розповсюдження фільму в Північній Америці

## Відеоігри
Для PlayStation Portable вийшла в 2009 на Tokyo Game Show відеогра Fairy Tail: Portable Guild. Гру випустила Konami і реалізувала її 3 червня 2010 року. Два сиквели Portable Guild вийшли для PlayStation Portable: перший, з підзаголовком Portable Guild 2, вийшов 10 березня 2011 року; другий, Fairy Tail: Zeref Kakusei (яп. Fairy Tail ゼレフ 覚醒, Fairy Tail: Zerefu Kakusei, літ. "Хвіст Феї: Пробудження Зерефа"), вийшов 22 березня 2012 року. Дві бойові гри, Fairy Tail: Gekitō! Madōshi Kessen (яп. Fairy Tail 激 闘 魔 道士 决 戦, літ. "Хвіст Феї: Бій! Майстер битв") і Fairy Tail: Gekitotsu! Kardia Daiseidō (яп. Fairy Tail 激 突 カルディア 大 聖堂), вийшла для Nintendo DS 22 липня 2010 і 21 квітня 2011, відповідно.

## Музика
Музику для аніме написав Ясухару Таканасі. Станом на липень 2011 року, випущено три оригінальних компакт-диска, що містять музику з аніме: перший том саундтреків вийшов 6 січня 2010, другій — 7 липня 2010, третій — 6 липня 2011. Персонажі для пісень синглу були також підготовлені: перший сингл, показуючи Тецуя Какіхару (Нацу) і Юічі Накамура (Ґрея), вийшов 17 лютого, у той час як другий сингл, показуючи Ая Хірано (Люсі) і Ріє Куґімія (Хеппі), вийшов 3 березня 2010 року. Ще один альбом під назвою «Eternal Fellows», вийшов 27 квітня 2011 року. Дві пісні з альбому, виконанні аніме акторами Тецуя Какіхару (Нацу) і Ая Хірано (Люсі), були використані для OVA. Інші пісні виконуються Юічі Накамурою (Ґрей), Саяка Охарою (Ерза), Сатомі Сато (Венді), Ватару Хатано (Ґажел), і дует Рі Куґімія (Хеппі) і Юї Хорі (Шарлі).

## Fairy Tail і Rave Master
Обидві манґи є твором Хіро Масіми, і в манзі «Fairy Tail» є велика кількість відсилань до манґи «Rave Master»:
- Плю, що є головним персонажем Rave, у Fairy Tail виступає як епізодичний персонаж. В обох манга він є собакою.
- Зовнішність Жерара майже повністю копіює зовнішність персонажа Зіг Хард з рейв, а його астральний клон в раді носив те ж ім'я і такий ж одяг. Також одне з найсильніших заклинань обох персонажів називається «Альтіїр».
- Еферіон в обох творах — це найруйнівніша магія.
- У 71-й главі Хеппі, коли він говорив голосом Плю, він назвав його «слугою героя з каменями». Рейв — це п'ять каменів, а його Рейв Майстер — герой, який врятував світ.
- На обкладинці 91-ї глави Нацу і Люсі косплеють Хару і Ейлі, головних героїв рейв.
- У 192-му розділі Ерза Найтуокер використовує мечі Рунесейв і Сільфайріон (англ. Runesave, Silfarion). Такі ж мечі використовує головний герой Рейв, Хару Глорі. Насправді вона використовувала і раніше ці мечі (точніше — списи), а також Вибух і Мелфорс, а пізніше — Святий Спис Равелт, за її словами «викувані найкращим ковалем Едораса».
- У главах 15 і 102 можна помітити персонажа, виглядаючого в точності, як Ейлі. У 102-й же можна побачити і Літа, а пізніше — з феєрверків — і самого Хару.
- Гільдія «Орасіон Сейс» в рейв — організація головних антагоністів, що носить таку ж назву.
- Амулет, який носить Грей, схожий на камінь Рейв.
- У главі 215, на кадрі з магічним словником зображений гриф, один з головних героїв рейв.
- У главі 247 згаданий коваль Мусика, що є одним з персонажів Рейв.
- Один з п'яти воїнів, що боролися з попереднім Рейв-майстром, тобто з Сібу, схожий в точності на Фріда Джастіна з Хвоста Феї.
- У 126 серії Хвіст Феї, з'являються банда злодіїв «похитуючи стегнами» напала на головних героїв. Та ж сама банда напала на головних героїв рейв в 43 серії і з'являлася в деяких інших серіях.